# Ulopeza macilentalis
Ulopeza macilentalis is een vlinder uit de familie grasmotten (Crambidae). De wetenschappelijke naam van deze soort is voor het eerst gepubliceerd in 1958 door Pierre Viette. Viette beschreef deze soort op basis van een eigen vondst gedaan op 20 maart 1955 in het Analamazaotra-reservaat in Madagaskar.
De soort komt voor in Madagaskar.